# Dorcadion pedestre
Dorcadion pedestre es una especie de escarabajo longicornio de la subfamilia Lamiinae. Fue descrita científicamente por Poda en 1761.
Se distribuye por Albania, Austria, Bosnia y Herzegovina, Bulgaria, Croacia, Hungría, Macedonia, Moldavia, Montenegro, Polonia, Rumania, Serbia, Eslovaquia, Checa, Turquía, Ucrania y Yugoslavia. Mide 11-19,8 milímetros de longitud. El período de vuelo ocurre en los meses de abril, mayo, junio y julio.

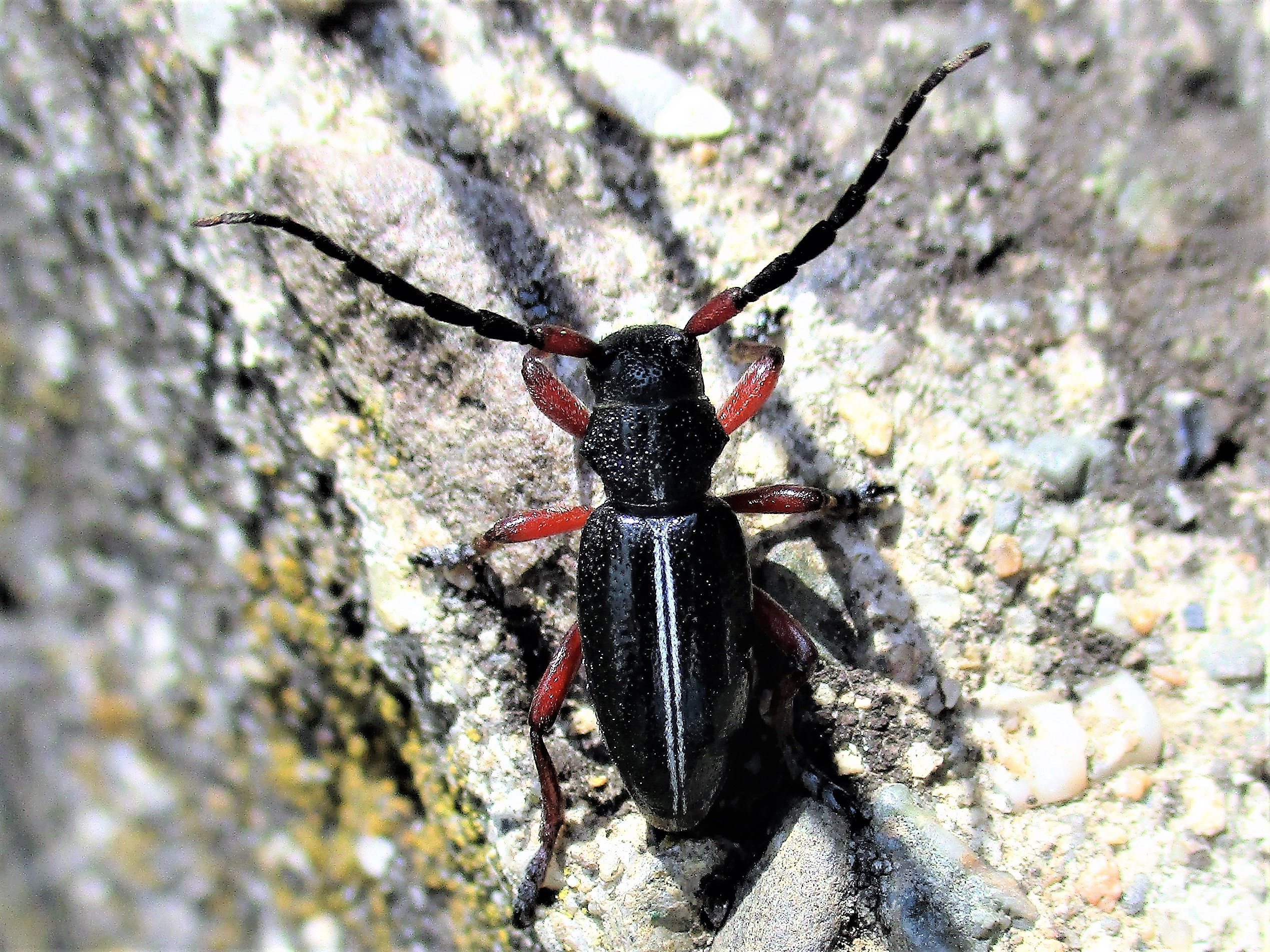
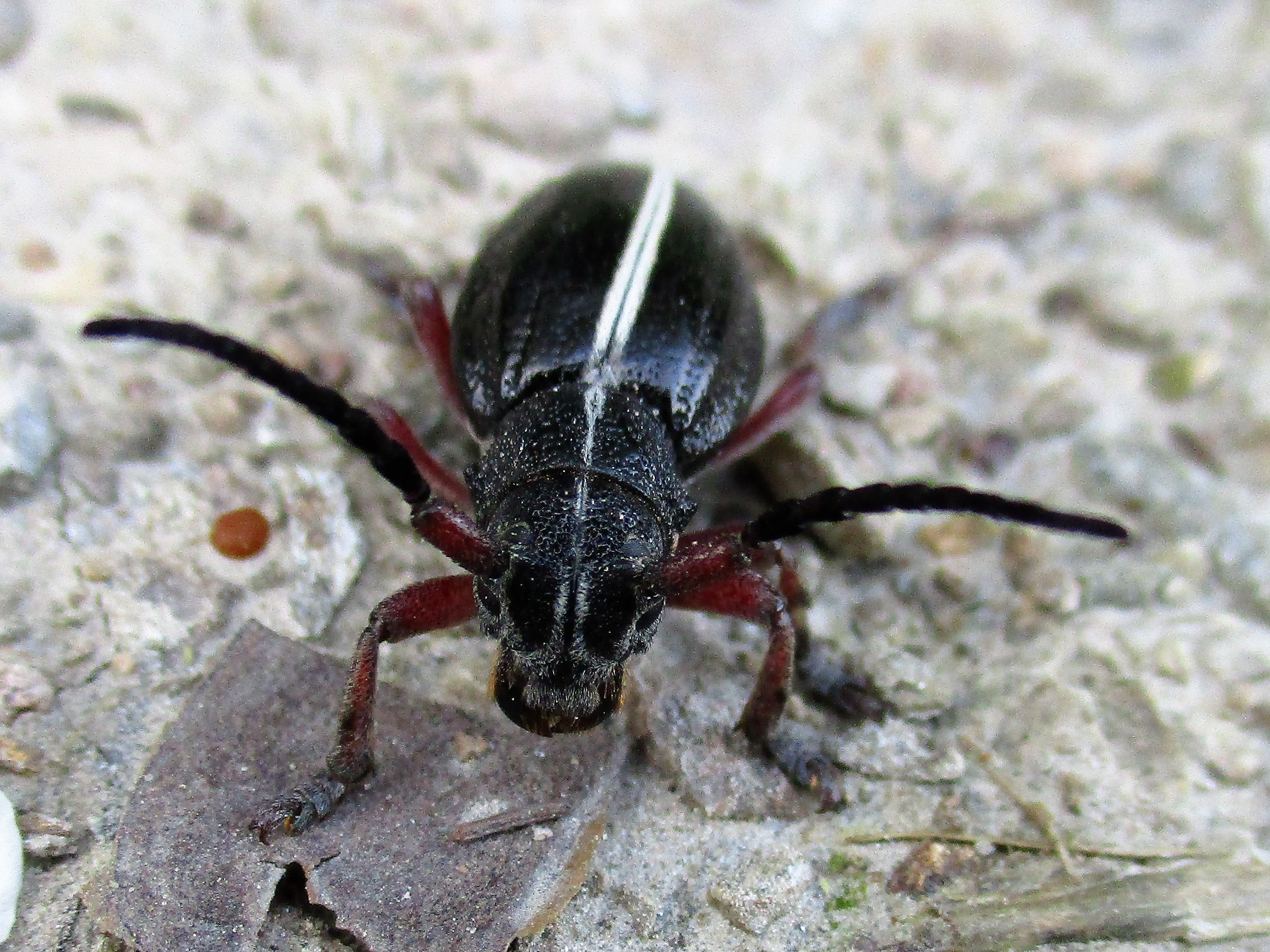
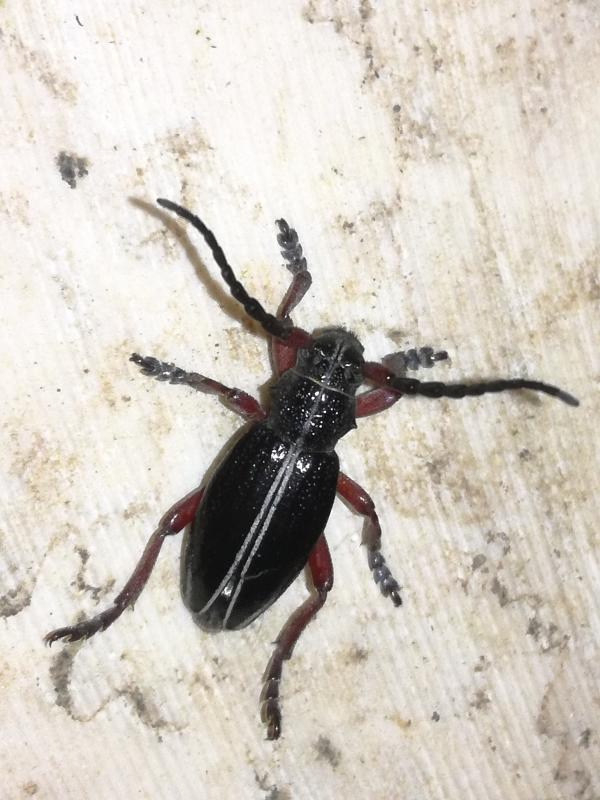
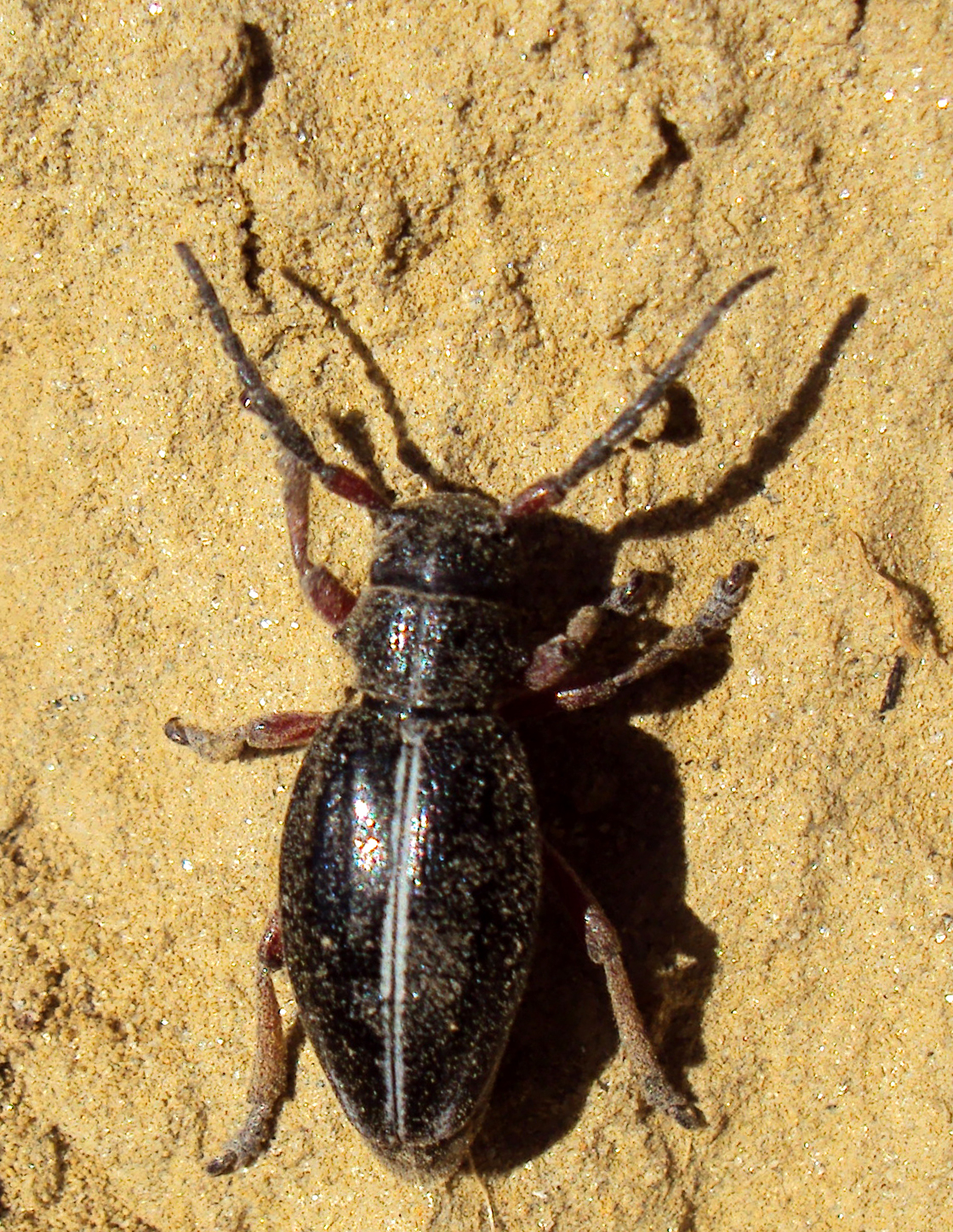